# Pfundhorn
Das Pfundhorn, auch Ölpfund, ist ein Becher mit zwölfunziger Skalierung, der im frühen Mesopotamien und später auch im zentral- und südeuropäischen Raum als Maß für Flüssigkeiten verwendet wurde.

## Historischer Hintergrund
Als man begann, Flüssigkeiten nicht mehr nach Gewicht, sondern nach Volumen zu berechnen, entstanden mehrere Hohlmaße, die ihren Ursprung in der hemina (Becher) oder im sextarius (Sextar) haben.
Die hemina (0,273 l) bezeichnet den Rauminhalt eines bestimmten Stoffes im Gewicht einer halben Mine. Sie wurde in 12 unciae (Flüssigunzen zu 22,75 cm³) unterteilt. Da sie vor allem beim Messen von Olivenöl Verwendung fand, nannte man entsprechende Becher mit zwölfunziger Skalierung auch Ölpfund bzw. Pfundhorn. Trotz der heutigen Bezeichnung Flüssigunzen, wurde in der Antike auch trockenes Schüttgut gemessen. Das Ölpfund ist nicht nach dem Gewicht von Öl berechnet, da es kein römisches Hohlmaß gibt, dessen Gewicht 10 Unzen beträgt, auch in allen sonstigen Fällen das Wasser als Norm genommen wird.

## Aussehen
Das Pfundhorn war meist aus Horn gefertigt und nahezu durchsichtig. An seiner Außenseite waren Kreise eingeritzt, die die (metrischen) Unzen bezeichneten.

## Umrechnung
- 01 hemina = 0,273 Liter = 12 Flüssigunzen zu 22,75 cm³[1]
- 02 hemina = 1 Sextar = 0,546 Liter[1]
- 12 hemina = 1 congius (Muschel, Schale) = 3,28 Liter[1]
- 01 hemina = 10 Unzen Wassergewicht[2][3]
- 12 hemina = 1 congius = 10 Pfund = 120 Unzen (Gewicht)[2]